# Renault Type Y
El Renault Type Y fue un automóvil diseñado en el año 1905 por Louis Renault y producido entre los años 1905 y 1906 por la fábrica Renault. Se cree que su estructura mecánica y diseño surgieron como una evolución del Renault Voiturette.

## Características
El Tipo Y nació en el año 1905, al parecer surgido como una evolución de la serie de Voiturettes,al igual que sus tipos similares C, D y E. Es decir, la familia de los primeros Renault tipo A a H y J. En comparación con estos, sin embargo, el tipo Y se encontraba en un segmento de mercado superior, gracias a su tamaño, que aumentó significativamente, y al motor, un motor de dos cilindros de 1.885 cm³, capaz de entregar una potencia máxima de 16 CV, permitiéndole alcanzar una velocidad de entre 40 y 50 km / h en tercera velocidad (transmisión directa).

## Galería

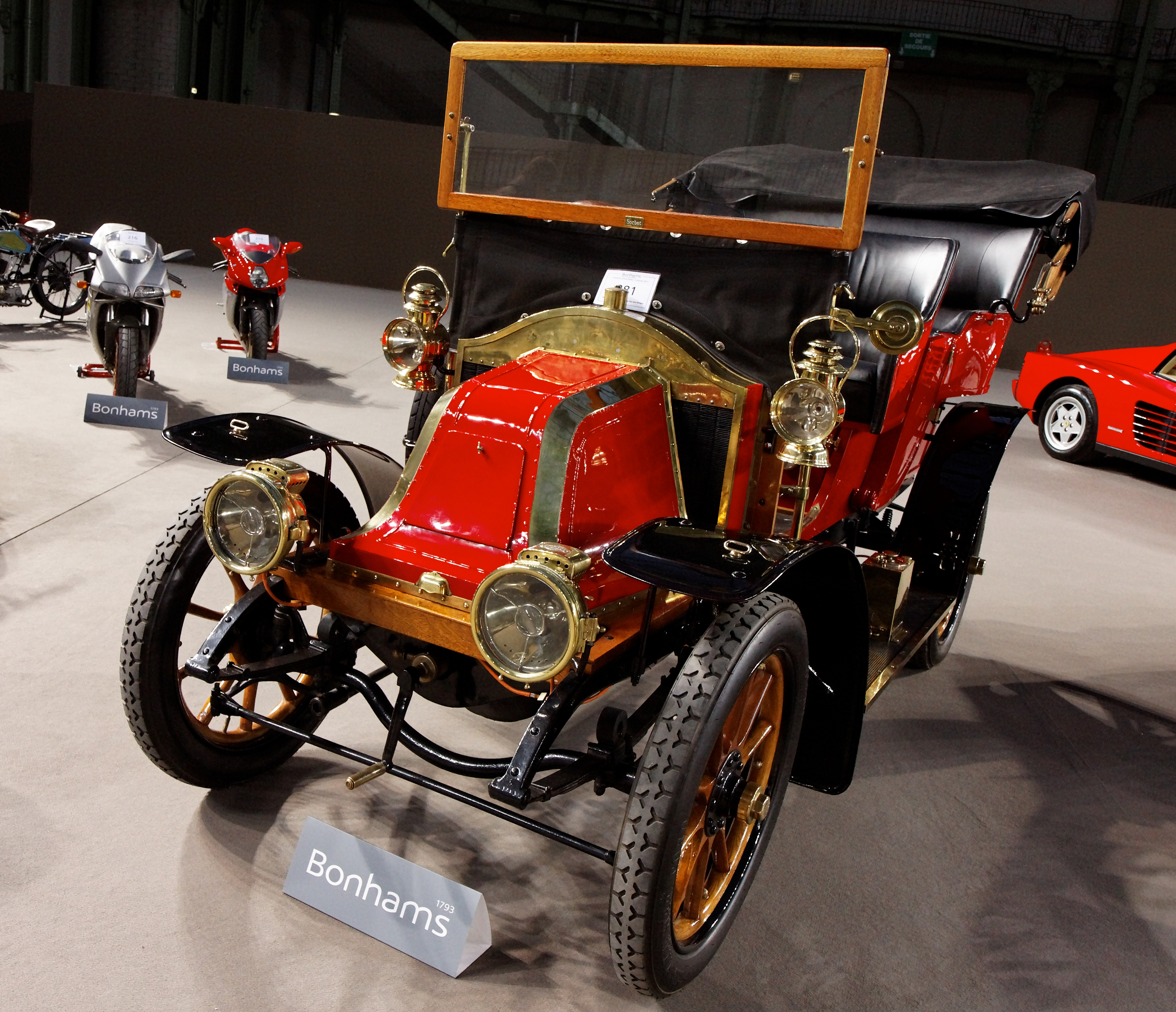
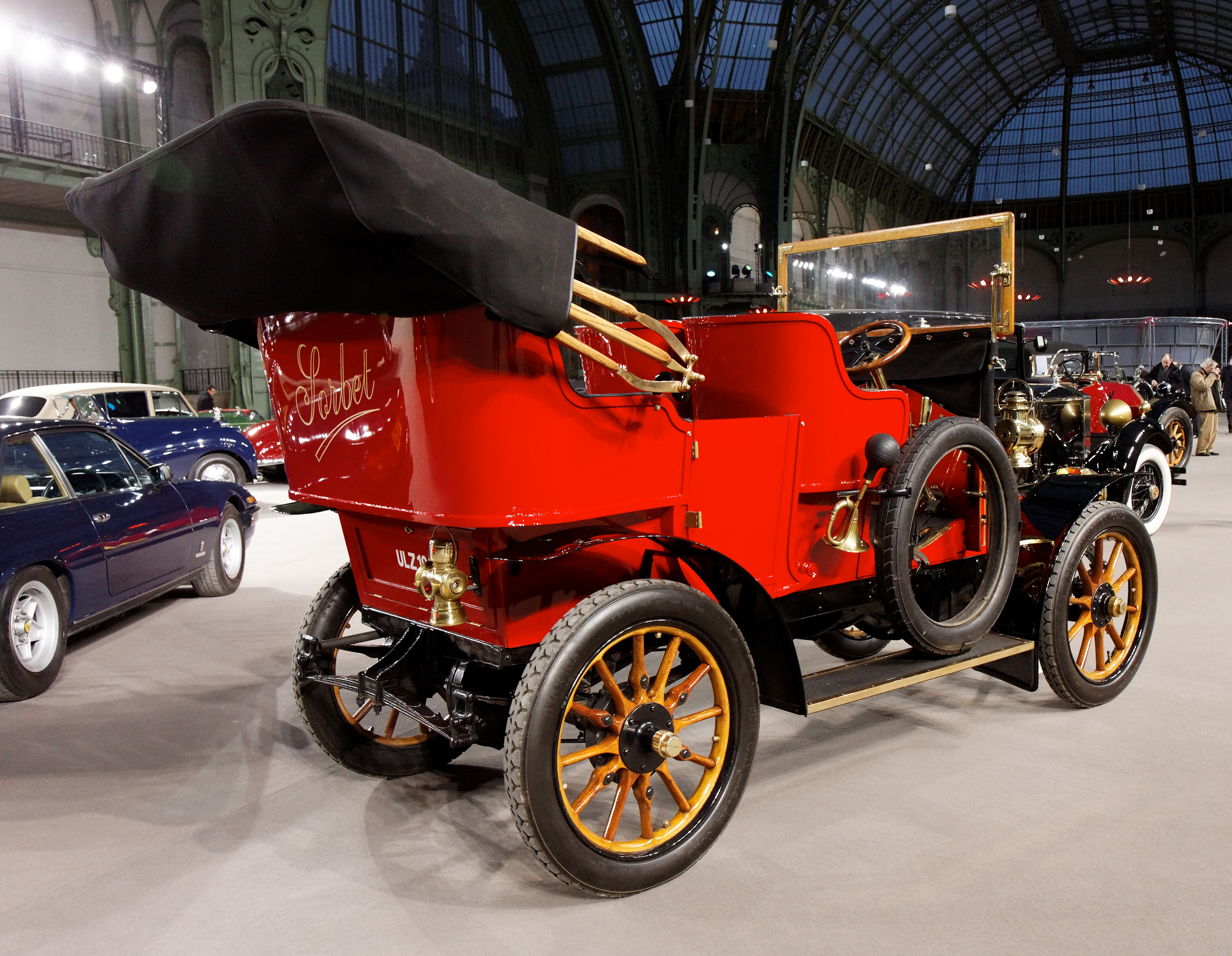